# Český červený kříž

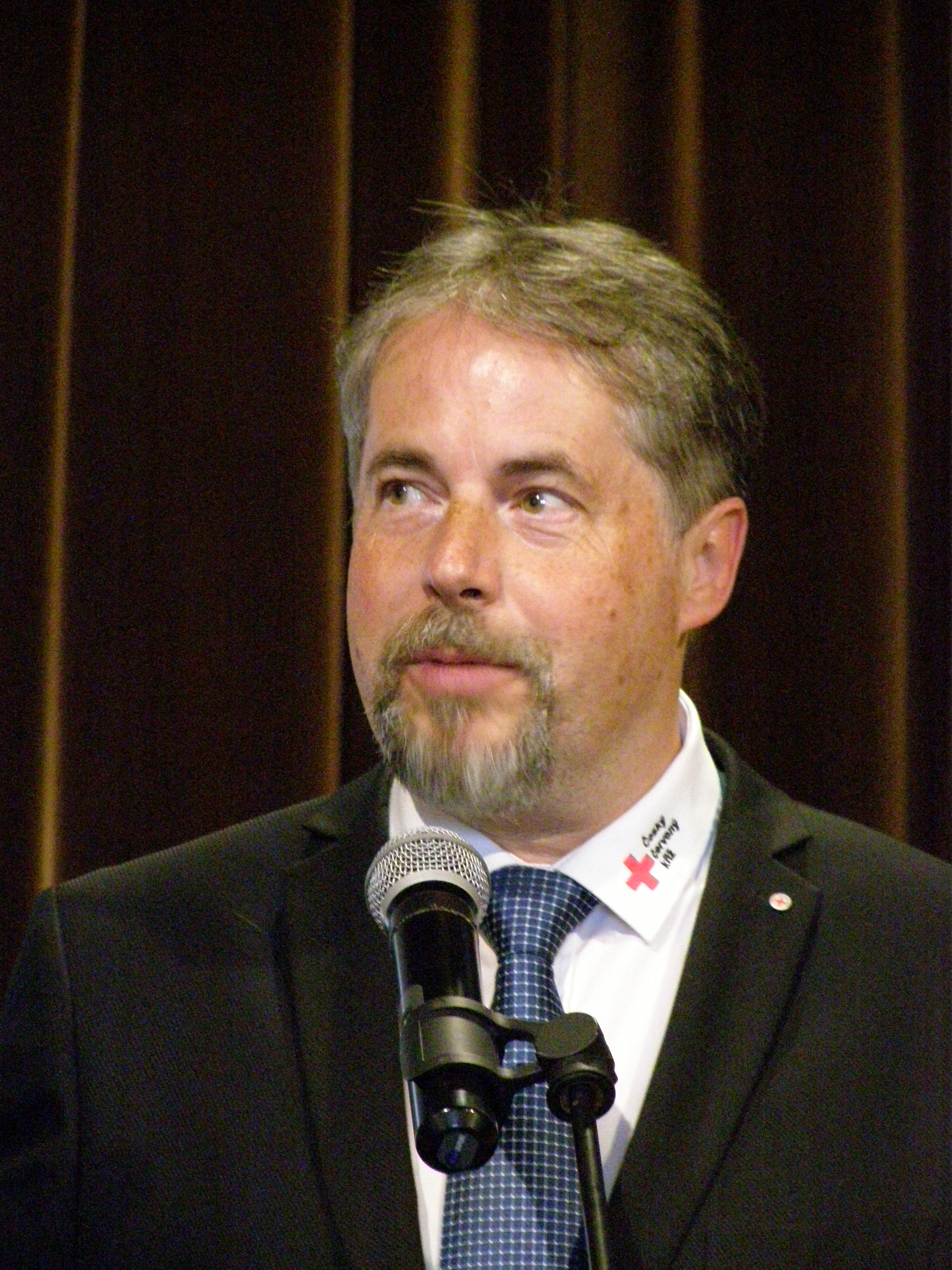
Prezident Českého červeného kříže doc. RNDr. Marek Jukl, Ph.D.

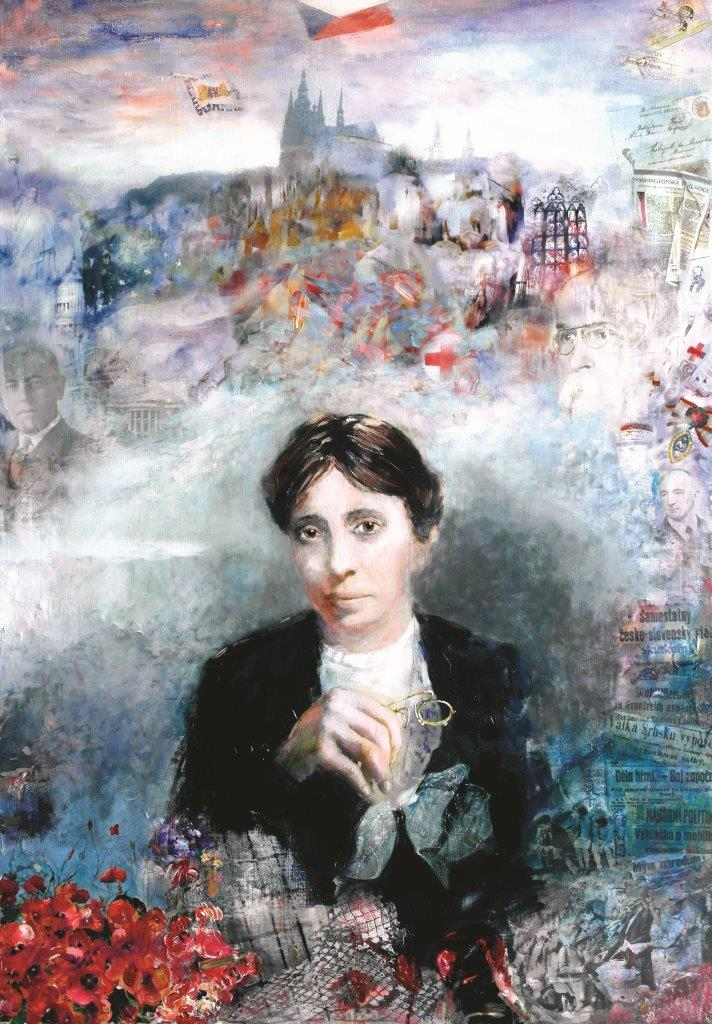
Obraz na plátně s portrétem Alice Garrigue Masarykové od akademického malíře Pavla Vavryse darovaný 5. června 2024 organizaci ČČK ke 105. výročí jejího založení

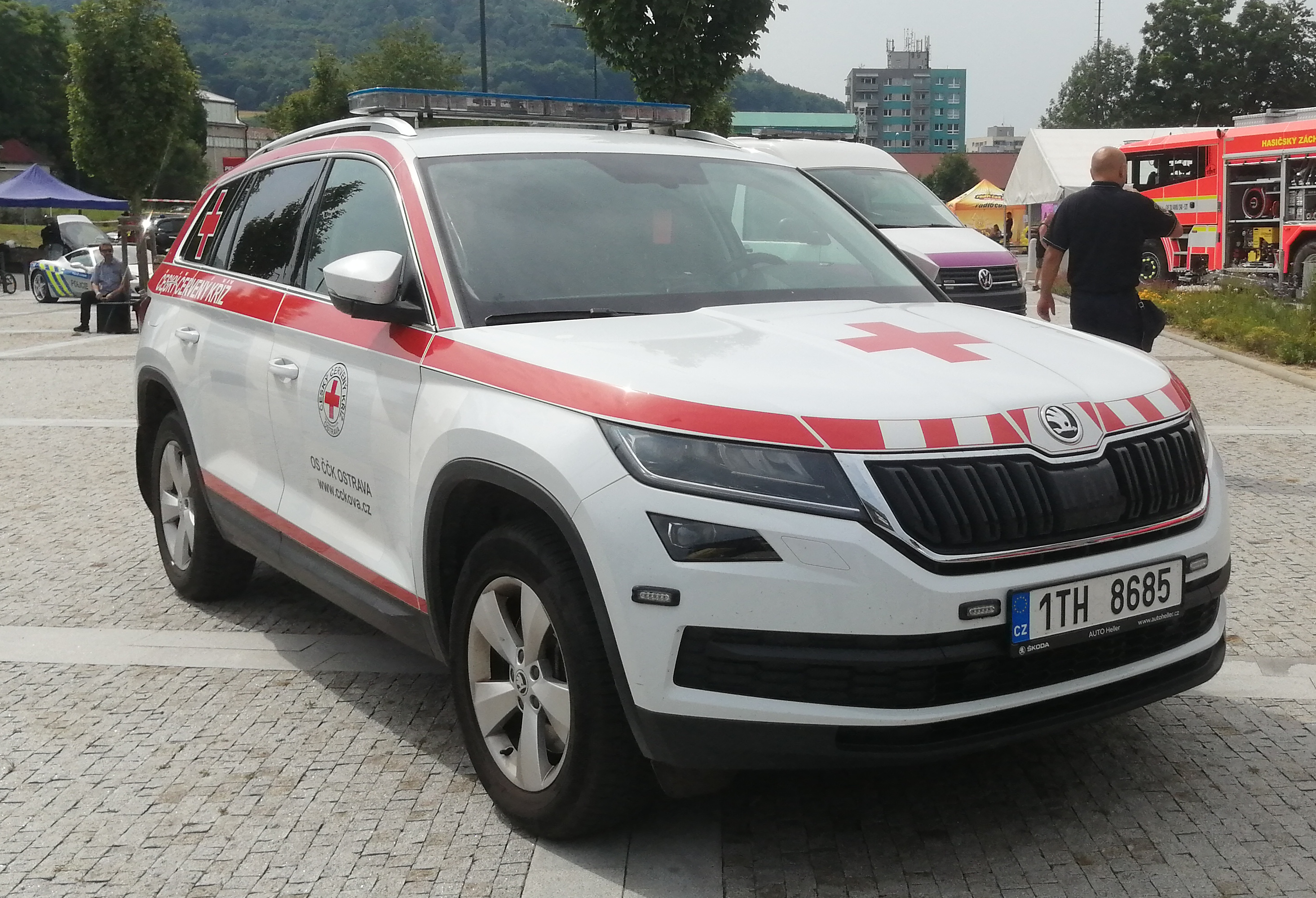
Auto OS ČČK Ostrava

Český červený kříž (ČČK) je české občanské sdružení, národní společnost mezinárodního hnutí Červený kříž ve smyslu Ženevských úmluv. Zvláštní práva mu přiznává zákon č. 126/1992 Sb. (o ochraně znaku a názvu Červeného kříže a o Československém červeném kříži). Ke 31. 12. 2019 měl ČČK celkem 15 081 členů a dobrovolníků. Prezidentem ČČK je doc. RNDr. Marek Jukl, Ph.D. ČČK se dělí do 66 oblastních spolků, které sídlí většinou v okresních městech. Ty se dále dělí do místních skupin. V každém kraji je jeden z oblastních spolků určen za tzv. pověřený oblastní spolek pro daný kraj.

## Dějiny

### Počátky Českého červeného kříže
Již pět let po vzniku mezinárodní organizace byl založen 5. září 1868 Vlastenecký pomocný spolek pro Království české. Roku 1870 Vlastenecký pomocný spolek pro markrabství Moravské. Dále se Vlastenecký pomocný spolek dělil na Zemský pomocný spolek Červeného kříže pro království České, který se zabýval zakládáním ošetřoven, získáváním členů, financováním, administrativou, zajišťováním korespondence mezi vojáky a jejich rodinami, či vedením seznamů zajatců z českých pluků a Ženský pomocný spolek  Červeného kříže pro království České - Frauenhilfs Verein vom Rothen Kreuze für das Königreich Böhmen, který zajišťoval např. kurzy pro ošetřovatelky a obstarávání prádla. Mezinárodní výbor Červeného kříže uznává současný Český červený kříž za pokračovatele obou vlasteneckých spolků.
Roku 1914 bylo rakouským císařem Františkem Josefem I. při příležitosti 50. výročí založení Červeného kříže založeno Vyznamenání za zásluhy o Červený kříž, určené osobám, které získaly zásluhy v oblasti dobrovolnické služby Červeného kříže monarchie v míru nebo ve válce.

### Československý červený kříž
Pokračovatelem obou zemských vlasteneckých spolků se po státním převratu stal roku 1919 Československý červený kříž (ČSČK).
Dne 1. února 1919 se konala schůzka sociálních pracovníků v Obecním domě v Praze, na které bylo rozhodnuto o založení ČSČK, byla vyslána delegace k prezidentovi T. G. Masarykovi se žádostí o souhlas k založení této organizace. Dne 6. února 1919 prezident souhlasil a všestrannou pomocí pro ustanovení ČSČK pověřil svou dceru PhDr. Alici Masarykovou, která se stala první předsedkyní ČSČK (1919–1938).
Dne 1. prosince 1920 byl ČSČK uznán Mezinárodním výborem v Ženevě a 11. ledna 1920 byl ČSČK přijat do Ligy společností ČK a ČP. Alice Masaryková dne 26. ledna 1921 založila dorost ČSČK, z něhož 7. dubna 1990 vzniklo hnutí mládeže ČSČK.

### Český červený kříž
Dne 5. června 1993 v souvislosti s rozpadem Československa vznikla na české straně nástupnická organizace Český červený kříž; mládež se stala zvláštní složkou, její činnost je zaměřena především na oblast sociální, zdravotně preventivní a humanitární, členy jsou děti a mládež ve věku 6–25 let. Brzy poté, 26. srpna 1993 byl ČČK oficiálně uznán Mezinárodním výborem Červeného kříže a 25. října 1993 byl přijat za člena Mezinárodní federace Červeného kříže a Červeného půlměsíce.

## Činnosti Českého červeného kříže
Mezi hlavní oblasti činnosti ČČK patří:
- První pomoc – jednak jako osvětová a školící činnost, jednak jako poskytování první pomoci na akcích
- Psychosociální pomoc
- Dárcovství krve – koordinace dárcovství krve a oceňování bezpříspěvkových dárců krve
- Humanitární jednotky – speciálně vycvičené a vybavené jednotky dobrovolníků pro poskytování první pomoci v případě katastrof a mimořádných událostí
- Sociální činnost
- Humanitární právo – šíření znalostí o Ženevských konvencích
- Pátrací služba – pátrání po pohřešovaných osobách ve válečných oblastech a při mimořádných událostech
- Ediční činnost – publikační a ediční činnost, převážně s tematikou první pomoci
- Humanitární pomoc – pomoc při katastrofách a mimořádných událostech, stejně jako pomoc v sociálních oblastech
- Rekondiční pobyty pro zdravotně postižené děti
- Rekondiční pobyty pro seniory
- Chráněná bydlení

### Udělovaná vyznamenání
ČČK uděluje dlouhodobě několik typů vyznamenání za různé činnosti a zásluhy.
- Medaile Alice Masarykové
- Medaile prof. MUDr. Jana Janského
- Plaketa Za záchranu života
- Zlatý kříž Českého červeného kříže